# Filialkirche hl. Familie Schlüßlberg

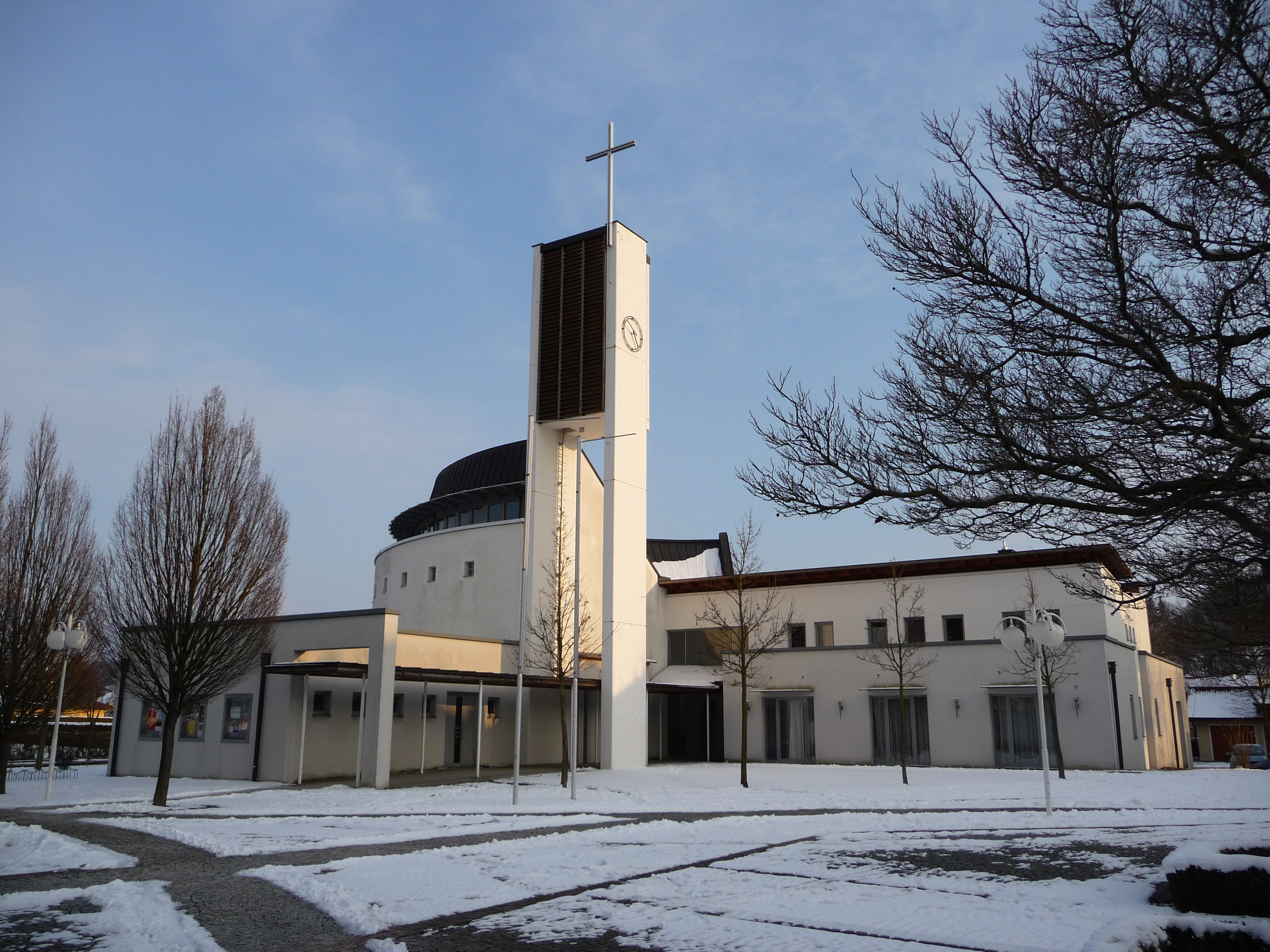
Filialkirche Schlüßlberg von Nordwesten

Die Filialkirche Zur Heiligen Familie in Schlüßlberg liegt im Ortszentrum von Schlüßlberg. Sie ist eine Filialkirche der Pfarre Grieskirchen und gehört zum Dekanat Kallham der Diözese Linz.

## Vorgeschichte
Auf dem Schlüßlberger Gemeindegebiet gab es schon früher zwei kleine Kirchen, die heute aber nicht mehr existieren.
Die Margarethen-Kirche in Tegernbach (Lage) wurde erstmals im 13. Jahrhundert erwähnt, ihre Gründung könnte aber ins 9. Jahrhundert zurückreichen. Das Innenmaß der Kirche betrug 16 mal 6 Meter. Mit der Verlegung des Edelsitzes Tegernbach und des dazugehörigen Landgerichtes nach Schloss Parz im 16. Jahrhundert wurde die Kirche Sankt Margarethen bedeutungslos und verfiel zusehends. Die Ortsbezeichnung Margarethen erinnert noch an das Kirchlein. Ein Grabstein, der 1912 an der Außenseite der Sebastianskapelle der Stadtpfarrkirche Grieskirchen eingemauert wurde, stammt offenbar aus der Margarethen-Kirche in Tegernbach.
Die Ägidius-Kirche scheint in den Urkunden als Sankt Gilgen oder Sankt Ilgen auf. Das Patronat des hl. Ägidius weist auf eine Gründung im 12. Jahrhundert hin. Die kleine Kirche stand unterhalb von Schloss Schlüßlberg in Richtung Dingbach (mögliche Standorte A oder B) und wurde in der zweiten Hälfte des 17. Jahrhunderts abgerissen.
Bis zur Errichtung der Schlüßlberger Kirche besuchten die meisten Gläubigen die Pfarrkirche Grieskirchen, die Pfarrkirche Bad Schallerbach oder die Filialkirche Schönau. In der Schlosskapelle von Schlüsselberg fanden Maiandachten und Gebete für Verstorbene statt.

## Baugeschichte
Im Jahre 1982 entstanden erste Überlegungen und Vorplanungen zur Errichtung eines Seelsorgezentrums in Schlüßlberg. Fünf Jahre später erfolgte der Kauf eines Grundstücks im zukünftigen Ortszentrum. Ab 1993 erfolgten konkrete Planungen, und beim folgenden Architektenwettbewerb setzte sich das Projekt von Josef Königsmaier durch. Am 9. März 1996 wurde schließlich der Spatenstich von Bischof Maximilian Aichern, Bürgermeister Otto Weinberger und Pfarrer Johann Gmeiner vorgenommen.
Die Baukosten betrugen 31 Millionen Schilling und Die Weihe fand schließlich am 9. November 1997 statt.

## Außenbau
Die Filialkirche wurde in die Planung des Ortszentrums von Schlüßlberg einbezogen und bildet gemeinsam mit dem Gemeindeamt die Begrenzung des zentralen Marktplatzes. Der Kirchenbau selbst ist vorwiegend aus Stahlbeton gefertigt und hat einen halbkreisförmigen Grundriss, direkt an ihn ist das Pfarrheim rechtwinkelig angebunden.
Am nordwestlichen Punkt der Kirche erhebt sich der beinahe freistehende Turm mit einer Höhe von 19 Metern, der 4 Glocken trägt, die jeweils der Hl. Familie, dem Hl. Geist, dem Hl. Martin und der Seligen Edith Stein geweiht sind.

## Innenraum

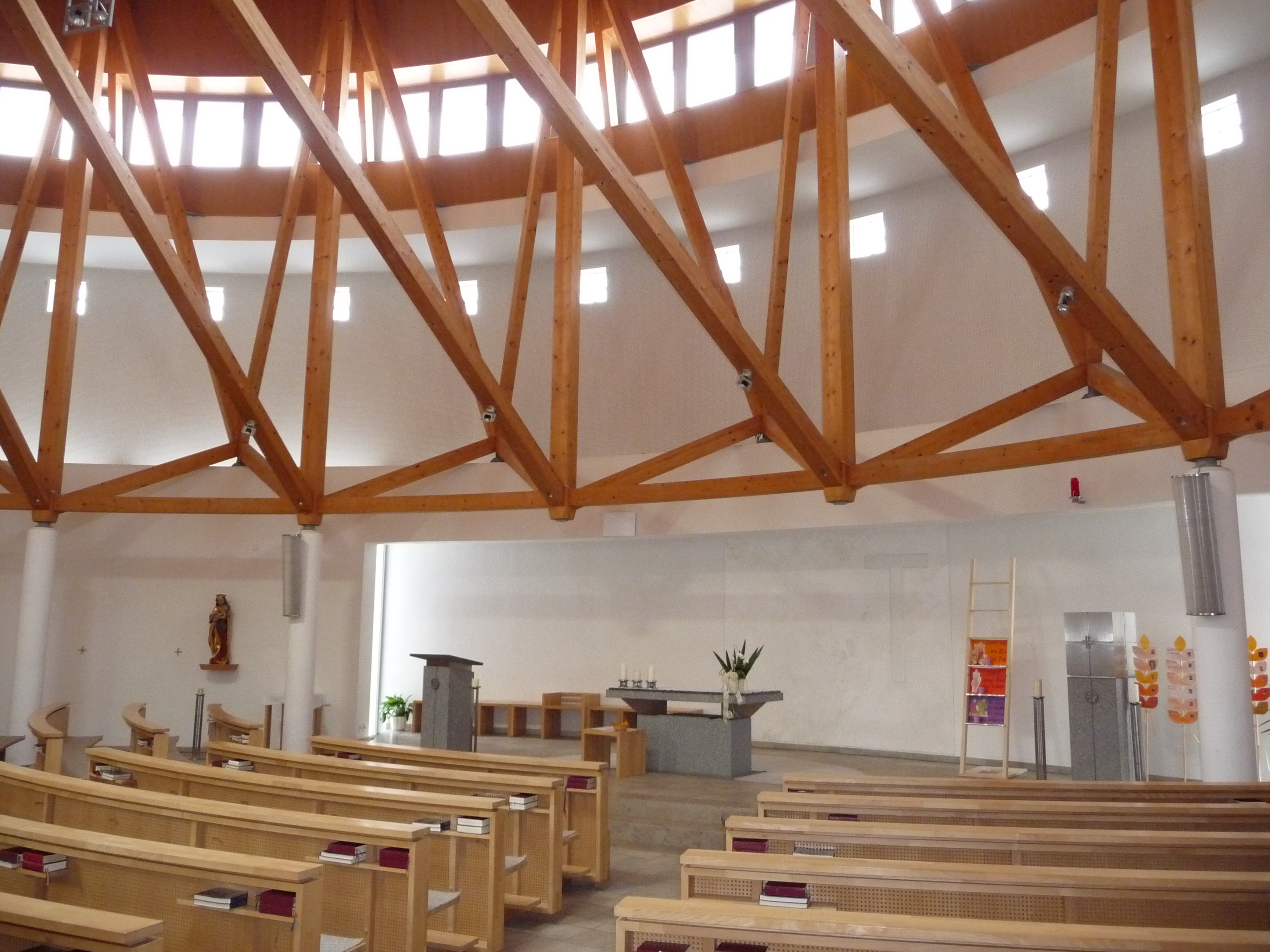
Innenansicht der Filialkirche Schlüßlberg

Das Fassungsvermögen der Kirche beträgt 300 Personen, davon 190 Sitzplätze, die auf 3 konzentrischen Bankringen verteilt sind.